# Женская сборная Нидерландских Антильских островов по хоккею на траве
Женская сборная Нидерландских Антильских островов по хоккею на траве — женская сборная по хоккею на траве, представлявшая Нидерландские Антильские острова на международной арене (вплоть до ноября 2010 года, когда Нидерландские Антильские острова прекратили существование как единая территория). 

## Результаты выступлений

### Панамериканские игры
- 1987—2003 — не участвовали
- 2007 —
- 2011—2015 — не участвовали

### Панамериканский чемпионат
- 2001 — не участвовали
- 2004 — 7-е место
- 2009—2017 — не участвовали

### Игры Центральной Америки и Карибского бассейна
- 1986—2002 — не участвовали
- 2006 — [2]
- 2010—2014 — не участвовали